# Йозеф Праузе
Йозеф Праузе (нім. Joseph Prause; 26 вересня 1896 — ?) — німецький військовий юрист, доктор права, генерал-суддя вермахту.

## Нагороди
- Залізний хрест 2-го і 1-го класу
- Почесний хрест ветерана війни з мечами (1934)
- Медаль «За вислугу років у Вермахті» 4-го, 3-го і 2-го класу (18 років; 2 жовтня 1936) — отримав 3 нагороди одночасно.
- Хрест Воєнних заслуг 2-го і 1-го класу з мечами